# Beyond the Sunset
Beyond the Sunset är ett samlingsalbum från 2004 av Blackmore's Night.

## Låtförteckning
CD
1. Once In A Million Years
2. Be Mine Tonight
3. Wish You Were Here
4. Waiting Just For You
5. Durch Den Wald Zum Bach Haus
6. Ghost Of A Rose (new version)
7. Spirit Of The Sea
8. I Still Remember
9. Castles And Dreams
10. Beyond The Sunset
11. Again Someday
12. Diamonds And Rust
13. Now And Then
14. All Because Of You

DVD
1. Written In The Stars
2. Morning Star
3. Play Minstrel Play
4. Minstrel Hall
5. Under A Violet Moon